# 索托族
索托族，又称苏陀族，是非洲南部的一个民族。他们是班图人的一支，主要生活在莱索托、斯威士兰、博茨瓦纳和南非。
索托族的语言是索托语。目前世界上索托族大约有530万人左右。